# Końsko
Końsko (maced. Коњско) – wieś w południowo-zachodniej Macedonii Północnej, w gminie Ochryda.

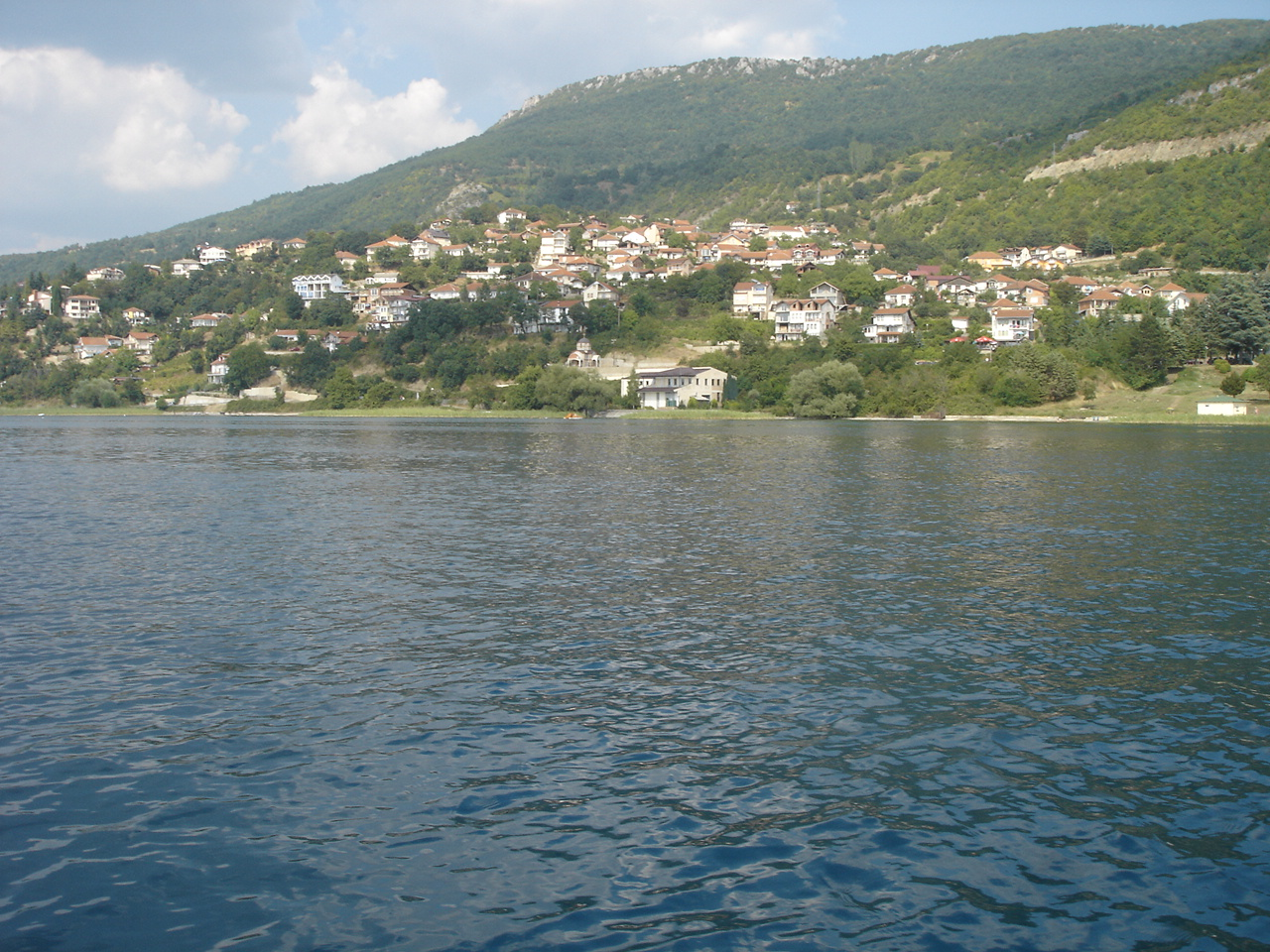
Panorama miejscowości